# 大山盛一郎
大山 盛一郎（おおやま じょういちろう、2000年11月3日 - ）は、沖縄県那覇市出身のプロ野球選手（内野手）。右投左打。

## 経歴
幼稚園頃から野球を始める。那覇市立城北中学校時代は浦添ボーイズでプレー。3年夏にジャイアンツカップに出場したが、初戦敗退を喫した。
興南高等学校時代は2年秋より遊撃手のレギュラーを取り、九州大会に2番遊撃で全試合スタメン出場した。翌3年の夏は5番三塁出場するが、大会中に肘のけがを発症し、本大会では出場なく、2回戦で木更津総合高等学校に敗戦した。1学年下に宮城大弥、勝連大稀がいた。
大学や社会人野球からの誘いがない中、アメリカへの野球留学の記事を雑誌で見つけ、高校卒業後の2019年春に渡米した。語学学校に通ってから同年秋にマーセッド・コミュニティカレッジに進学し、1シーズン目からレギュラーとしてチームに貢献し、3シーズン目に打率.409、8本塁打、25盗塁をマークした。4シーズン目よりカリフォルニア大学アーバイン校に移り、打率.319、7本塁打、44打点、14盗塁の好成績を残した。夏にはケープコッドリーグに招待され二塁手の最優秀選手に選ばれた。アメリカでの登録名は「Jo Oyama」。英語が喋れないまま渡米し、積極的に外国人の輪へ飛び込んで体当たりで学び、話せるようになるまで2〜3年かかったという。
MLBのドラフト指名を待っていたものの、NPBのドラフト指名に挑戦する方針に切り替え、2024年より日本野球機構のウエスタン・リーグに参加しているくふうハヤテベンチャーズ静岡に連絡を入れた。8月7日、くふうハヤテへの入団が発表された。背番号は34。同年は二軍戦33試合に出場し、打率.220、出塁率.344、0本塁打、5打点、3盗塁の成績を残した。引き続きくふうハヤテに所属していたが、2025年のウエスタン・リーグ開幕直後の3月18日に同日付の退団が発表された。同年は公式戦出場はなかった。退団は大山本人の希望によるもので、再びアメリカでのプレーに挑戦する。
くふうハヤテ退団後、同年内に北米独立リーグ・フロンティアリーグのオタワ・タイタンズに所属。12試合に出場し、打率.273、8打点、4盗塁の成績を残すと、6月、MLB球団のシアトル・マリナーズが大山との契約を購入したことが報じられた。7月20日にマイナー契約を結び、23日、ルーキーリーグのACLマリナーズに配属された。

## 詳細情報

### 背番号
- 34 （2024年8月7日 - 2025年3月17日）